# (100757) 1998 FA7
(100757) 1998 FA7 es un asteroide perteneciente al cinturón de asteroides descubierto el 20 de marzo de 1998 por el equipo del Spacewatch desde el Observatorio Nacional de Kitt Peak, Arizona, Estados Unidos.

## Designación y nombre
Designado provisionalmente como 1998 FA7.

## Características orbitales
1998 FA7 está situado a una distancia media del Sol de 2,287 ua, pudiendo alejarse hasta 2,629 ua y acercarse hasta 1,946 ua. Su excentricidad es 0,149 y la inclinación orbital 0,854 grados. Emplea 1264,01 días en completar una órbita alrededor del Sol.

## Características físicas
La magnitud absoluta de 1998 FA7 es 17,3. 